# Vysokohorský otok plic

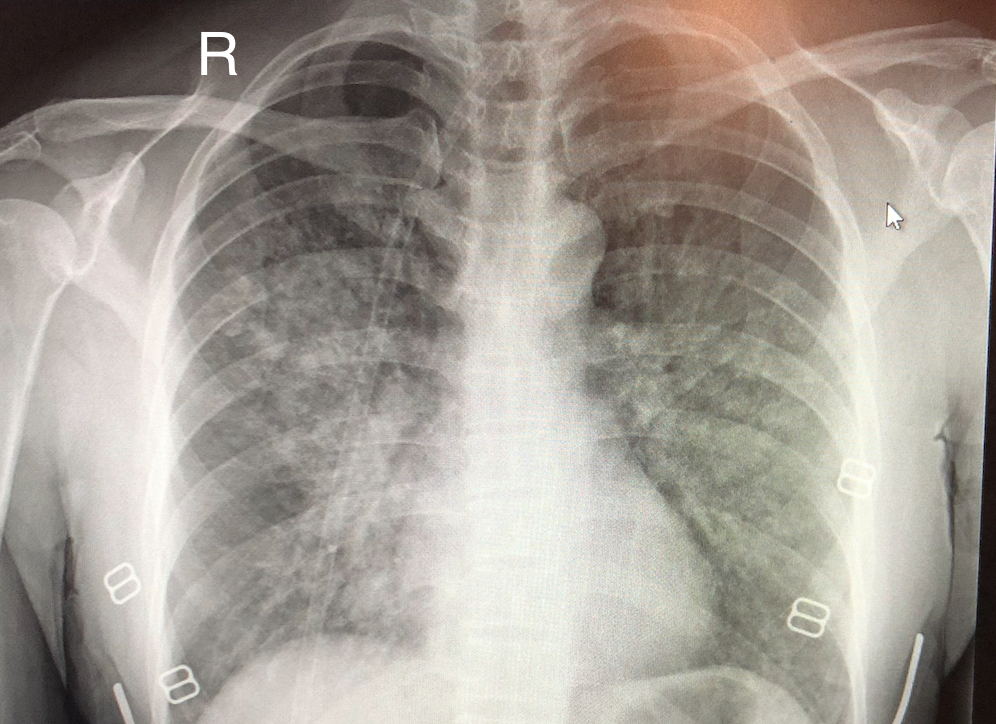
Rentgenový snímek pacienta s vysokohorským otokem plic

Vysokohorský otok plic (zkratka VOP) je vážnou formou akutní horské nemoci, i když tato onemocnění spolu nemusí přímo souviset.
Léčba je podobná jako u vysokohorského otoku mozku, je nutný rychlý sestup do nižší nadmořské výšky, při zanedbání tohoto faktu hrozí postiženému smrt. Po sestupu se organismus většinou sám zregeneruje do 2 dnů, po vymizení příznaků je možné pokračovat ve výstupu.

## Typické příznaky VOP
- extrémní únava
- nemožnost popadnout dech
- modré či šedé rty, případně nehty
- chrčivé nebo bublavé dýchání
- kašel
- sevření nebo tlak v prsou